# Alliopsis dentilamella
Alliopsis dentilamella este o specie de muște din genul Alliopsis, familia Anthomyiidae, descrisă de Fan și Wu în anul 1983. Conform Catalogue of Life specia Alliopsis dentilamella nu are subspecii cunoscute.